# Grimaldivania ackermani
Grimaldivania ackermani är en stekelart som beskrevs av Basibuyuk, Fitton och Alexandr Rasnitsyn 2000. Grimaldivania ackermani ingår i släktet Grimaldivania och familjen hungersteklar. Inga underarter finns listade i Catalogue of Life.